# Mauriac (Gironda)
Mauriac è un comune francese di 266 abitanti situato nel dipartimento della Gironda nella regione della Nuova Aquitania.

## Società

### Evoluzione demografica
Abitanti censiti